# Brandafell
Brandafell är ett berg i republiken Island. Det ligger i regionen Norðurland vestra, i den västra delen av landet, 160 km norr om huvudstaden Reykjavík. Toppen på Brandafell är 725 meter över havet, eller 264 meter över den omgivande terrängen. Bredden vid basen är 7,2 km.
Trakten runt Brandafell är nära nog obefolkad, med mindre än två invånare per kvadratkilometer. Närmaste större samhälle är Hvammstangi, 17,9 km söder om Brandafell. Trakten runt Brandafell består i huvudsak av gräsmarker.